# Fimbatal

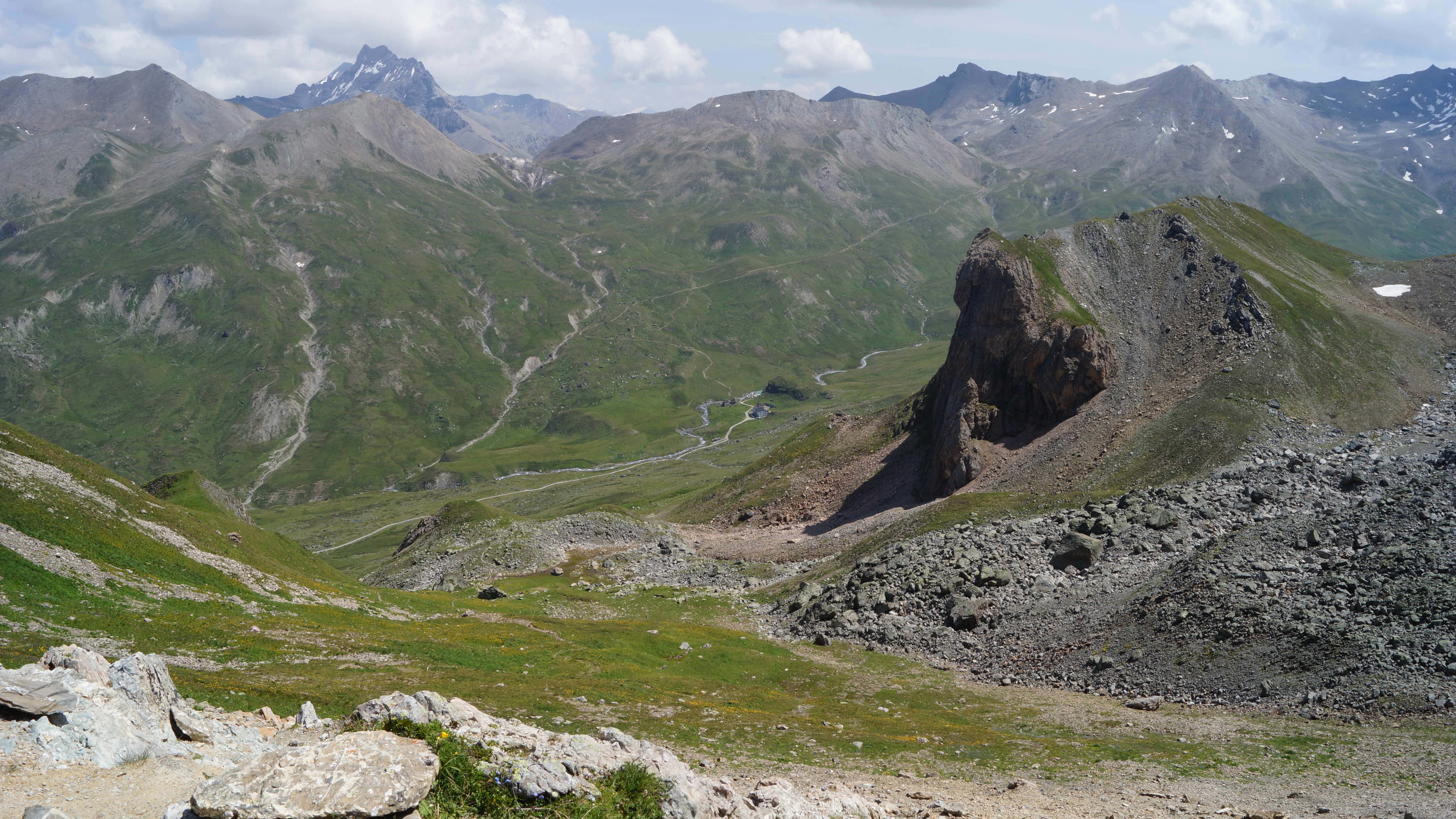
Schweizer Teil des Val Fenga vom Ritzenjoch aus gesehen, in der Bildmitte die Heidelberger Hütte

Das Fimbatal, auch Fimbertal, rätoromanisch Val Fengaⓘ, ist ein Tal in den Alpen, das bei Ischgl (Tirol) vom Paznaun abzweigt und vor dem Berg Piz Tasna in Graubünden endet. Das Tal wird vom 20 Kilometer langen Fimbabach entwässert, der bei Ischgl in die Trisanna mündet.

## Geographie
Geographisch trennt es die Berge der Samnaungruppe und der Silvretta-Gruppe.
Die Staatsgrenze verläuft quer durch das Tal, so dass der nördliche Abschnitt zu Österreich und der kürzere südliche zur Schweiz gehört.
Politisch gehört der untere Teil des Fimbatals zur Ortschaft Ischgl der Gemeinde Ischgl, Bezirk Landeck von Tirol, der obere Teil als Exklave zu Ramosch, Gemeinde Valsot, im Kreis Ramosch des Kantons Graubünden, Ostschweiz.
Östlich des oberen Fimbatals führt der Fimberpass (2608 m ü. M.) ins Val Chöglias. Dabei handelt es sich um eine historische Querverbindung zwischen Engadin und Paznaun.

## Geschichte
Bereits vor wohl 7000 Jahren durchstriffen altsteinzeitliche Jäger die Gegend, die frühen Hirten überquerten sicherlich auch den Pass.
Auf den Weiden in 2300 m Höhe entdeckte der Zürcher Archäologe Thomas Reitmaier im Jahre 2009 die Überreste der ältesten bekannten Schweizer Berghütte. Sie sind 2500 Jahre alt. Hier lebten bereits die Viehzüchter der Eisenzeit den gesamten Sommer über auch bei schlechtem Wetter bei ihrer Viehherde auf der Alp. Die Hütte bot bis zu sechs Leuten Schutz vermutlich auch vor gelegentlichen Schneefällen. Ausgegraben wurden Steinfundamente, auf denen eine Blockhütte aus Holz errichtet worden und offenbar abgebrannt war. Die verkohlten Überreste sowie Keramikfunde in der Umgebung dienten nun der Datierung.
Die Besonderheit der Talgrenze entstand im Spätmittelalter durch die intensive Suche der Engadiner Gemeinden Sent und Ramosch nach Weidegebieten. Das Paznaun hatte von alters her zum österreichischen Unterengadin gehört. Als es laut Vertrag mit den calvinistischen Drei Bünden am Westfälischen Frieden 1652 für Tirol verlustig ging, kauften sich die Engadiner Gemeinden frei und behielten sich auch Gründe hier im Tal.
Heute ist das untere Tal durch das Skigebiet Ischgl-Samnaun intensiv geprägt, während das obere Tal recht naturbelassen ist.

## Verkehr

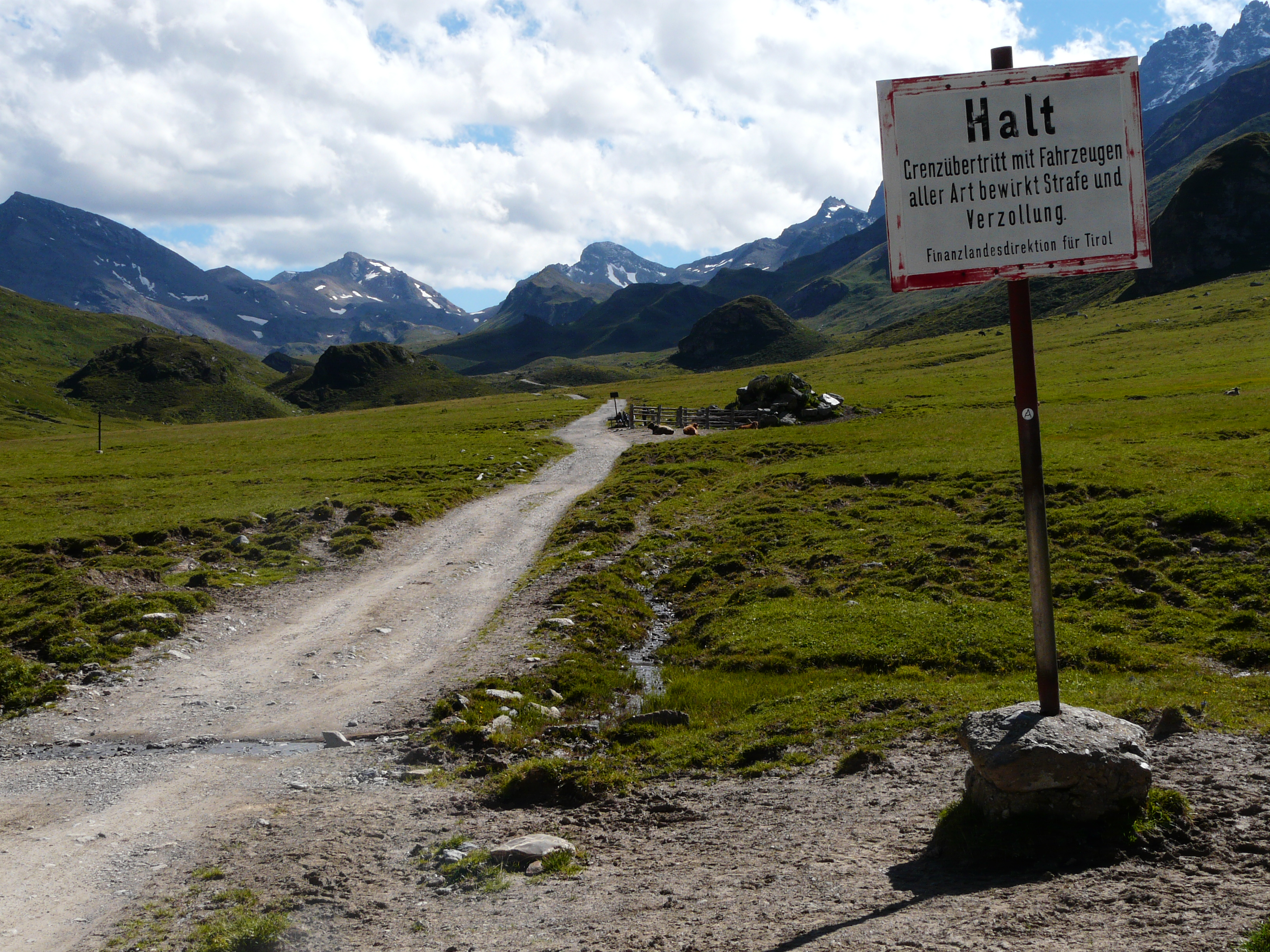
Fimbatal, Grenzstelle Österreich-Schweiz (2014)

Der Pass ist nur zwischen Ischgl und der Heidelberger Hütte befestigt, und regulärer Autoverkehr ist saisonweise nur zwischen Ischgl und der Bodenalpe erlaubt.
Da es keine Möglichkeit gibt, mit dem Auto die Silvretta- und Samnaungruppe zu durchqueren, um von Österreich in die Schweiz zu gelangen, muss mit dem Fahrzeug ein gigantischer Umweg gefahren werden, um von Ischgl nach Sent, Ramosch und Scuol zu gelangen (Fahrtzeit um die zwei Stunden mit dem PKW). Das macht es für Wanderer umso attraktiver, das Fimbatal und den Piz Tasna zu überqueren, da der Weg durch ein Gebiet führt, innerhalb dessen weit und breit keine Siedlung zu erkennen ist.

## Sport, Freizeit, Tourismus

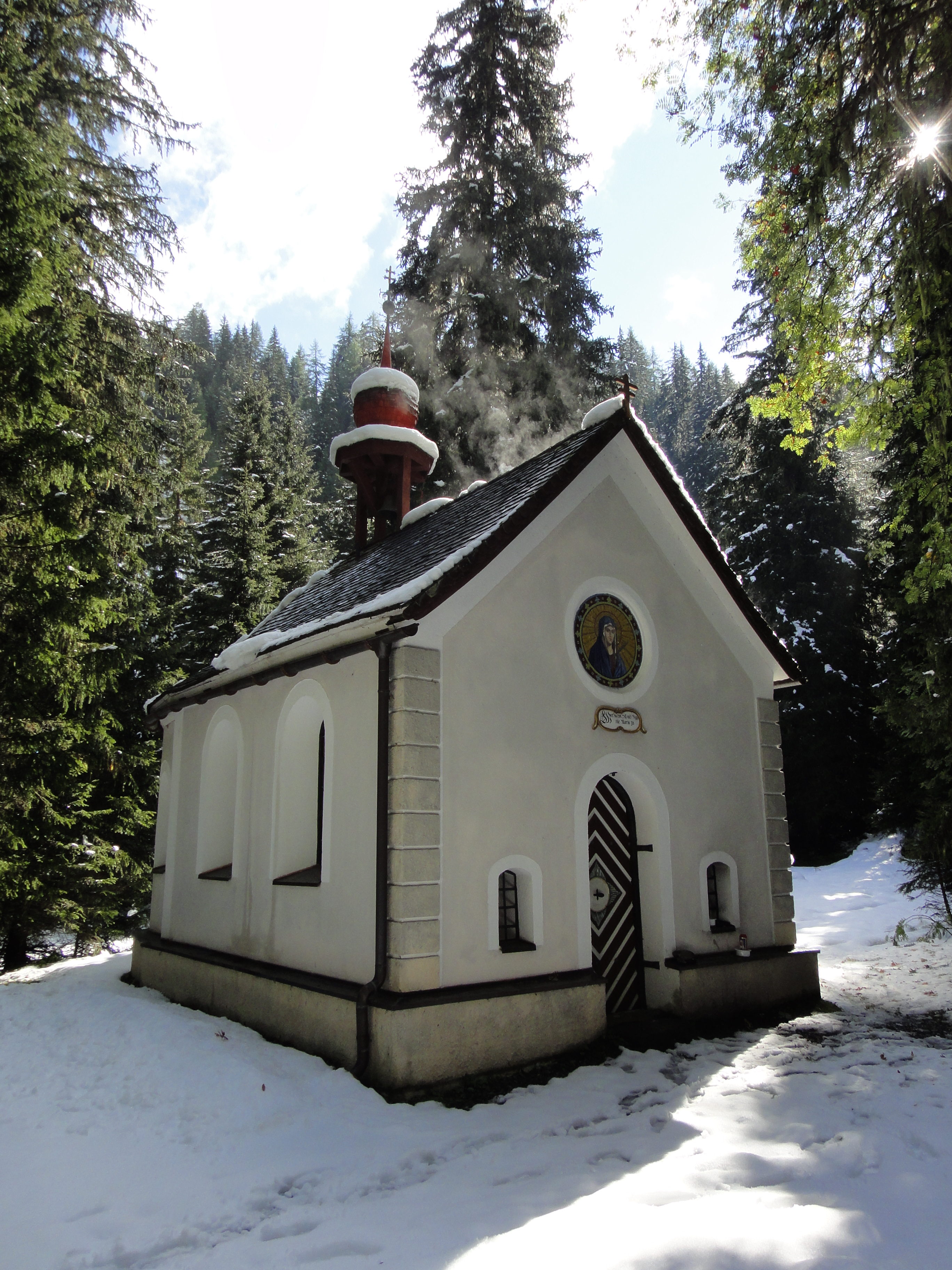
Die 7-Schmerzen-Mariens-Kapelle auf der Unterpardatschalpe

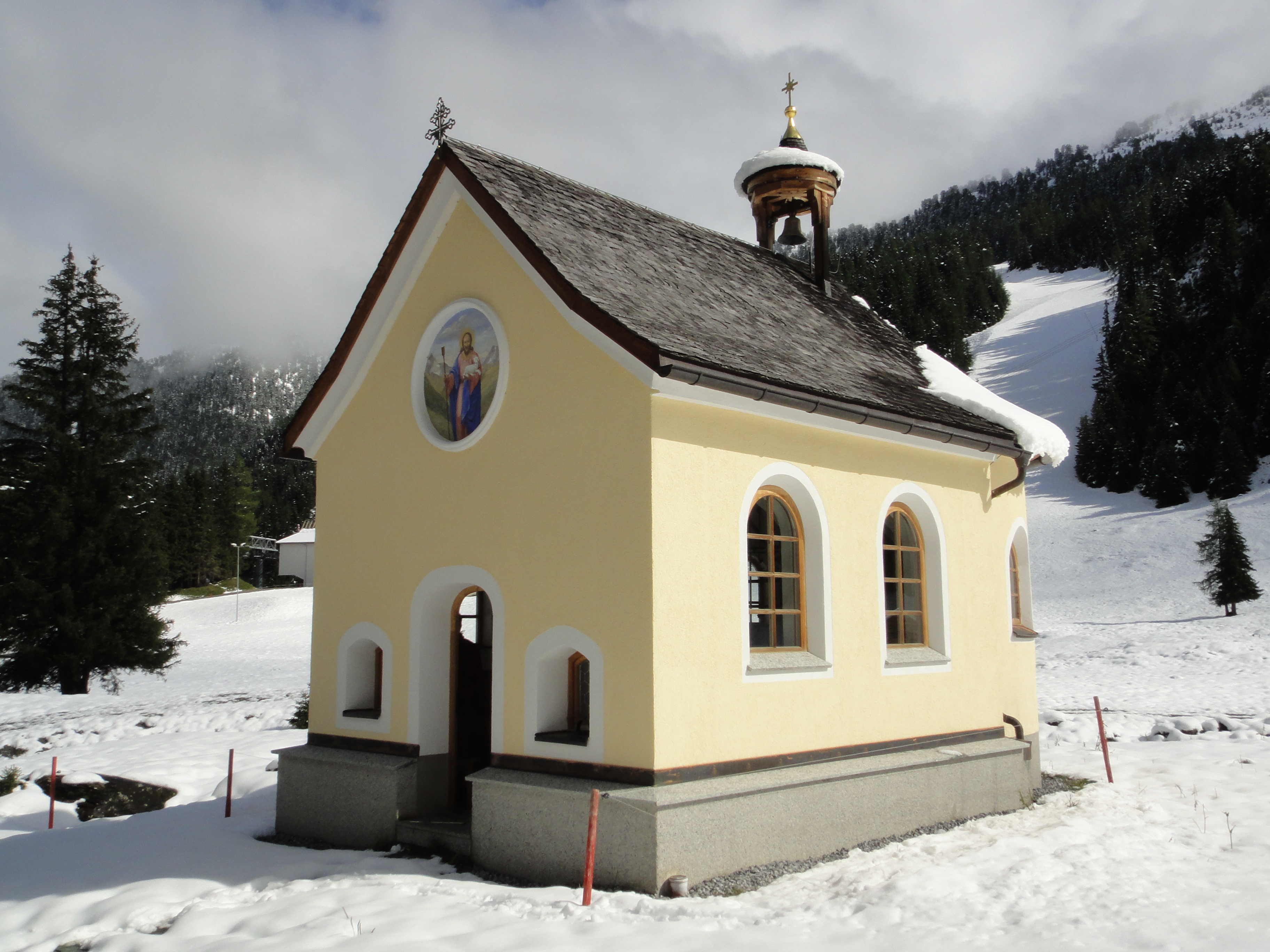
Die Gallus-Kapelle auf der Oberpardatschalpe

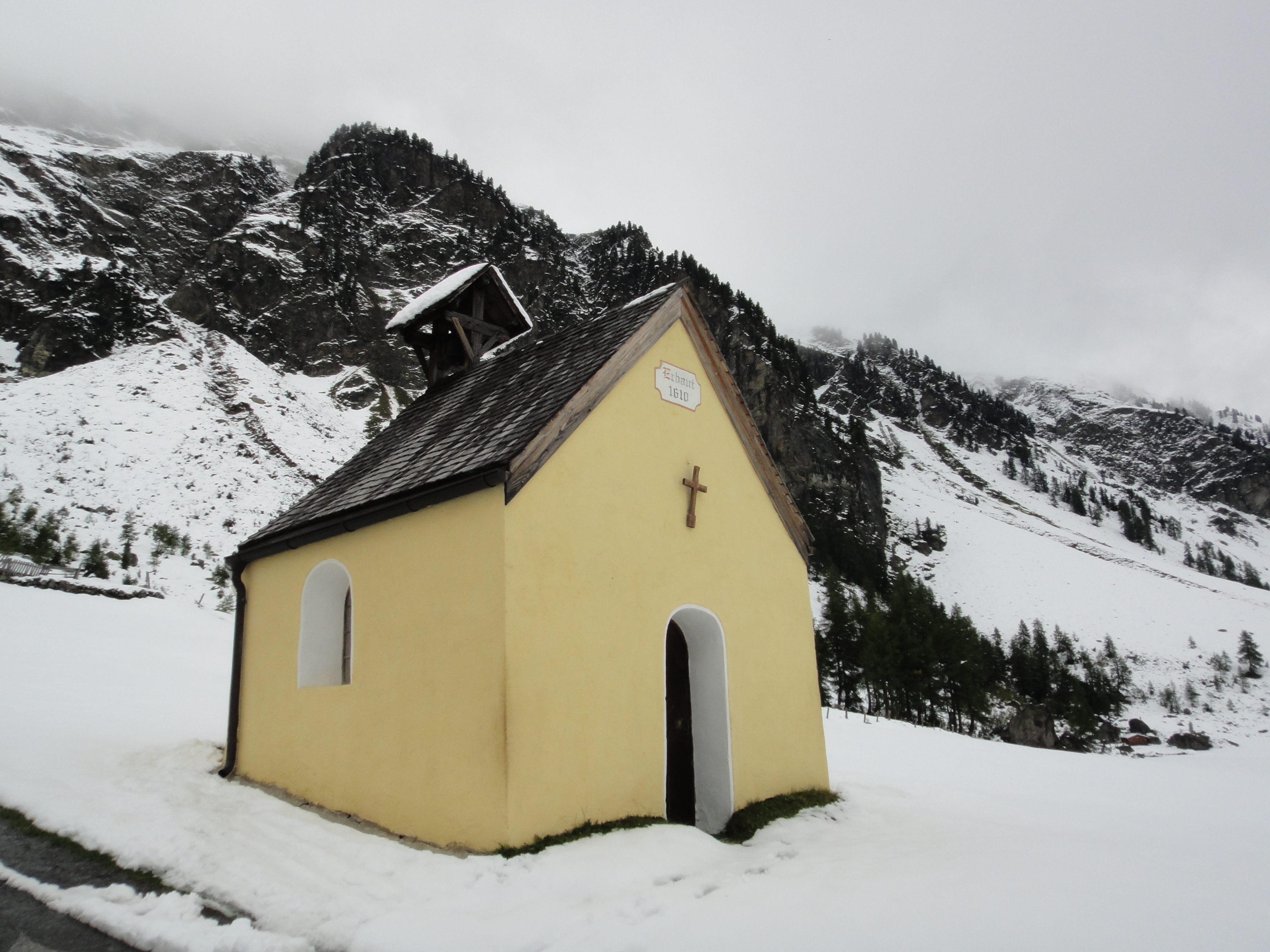
Die Anna-Kapelle auf der Bodenalpe

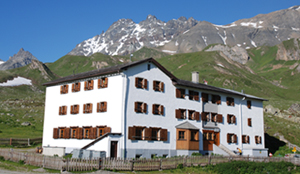
Die Heidelberger Hütte im Talschluss

Das Fimbatal ist aufgrund seiner Landschaft bei Wanderern beliebt, das 3.398 m hohe Fluchthorn ist vom Tal aus zu sehen. Mit seinem Pass hat es Bedeutung für Berg- und Skiwanderer, aber auch und nicht zuletzt für Mountainbiker. Östlich des Fimbatals befindet sich die Silvretta Arena, eines der größten Schigebiete der Ostalpen. Im Fimbatal befinden sich die Heidelberger Hütte (2.264 m), sie dient als Schutzhütte und Verpflegungseinrichtung inklusive Übernachtungsmöglichkeit, sowie die Bodenalpe und die Gampenalp (Restaurants der Silvretta Arena).
Der Anfang des Tales befindet sich am Rande des Skigebietes Samnaun-Ischgl, so dass man gelegentlich auf Skilifte samt Pisten stößt. Nach wenigen Kilometern verläuft das Tal dann durch ein Naturschutzgebiet in einer Hochebene. Die Heidelberger Hütte ist Mittelpunkt des Tales. Dort kreuzen Wanderwege nach Samnaun und Galtür den Fimberpass und eine Wanderung von der Heidelberger Hütte in alle Zielrichtungen wird für den durchschnittlichen Wanderer auf sechs Stunden angesetzt. Eine Durchwanderung des Fimbatals samt Besteigung des Piz Tasna an nur einem Tag ist daher nicht zu empfehlen.
Erfahrene Skifahrer nutzen das Fimbatal gerne als Verbindungsstrecke zwischen den Skigebieten Samnaun-Ischgl und Motta Naluns (Scuol-Sent-Ftan). Um von Motta-Naluns in das Silvretta-Skigebiet (Samnaun-Ischgl) zu gelangen, muss zunächst mit dem höchsten Lift auf den Berg Piz Champatsch gefahren werden. Dort beginnt eine Piste, die hinter dem Berg Piz Champatsch in eine Hochebene namens Tiral führt und sich zwischen den Bergen Tasna und Champatsch befindet. Dort muss der Piz Tasna bestiegen werden, wobei es nicht den Gipfel zu überqueren gilt, sondern einen Grat östlich der Spitze. Dort verläuft ein Wanderweg, an dem sich Wegweiser zur Heidelberger Hütte befinden. Sobald man den Grat überquert hat und auf den Wanderweg gestoßen ist, lässt sich dieser mit den Skiern benutzen, und es geht bei mäßiger Steigung bergab.
Die Fahrtzeit bis zum ersten Lift des Skigebietes Samnaun-Ischgl (Gampenalpe) beträgt ja nach Leistung und Wetterlage zwischen 60 und 120 Minuten. Für den Aufstieg sollte eine ähnliche Zeit einkalkuliert werden. Der Lift an der Gampenalpe führt zu einer Position, an dem eine Talabfahrt nach Samnaun beginnt. In Samnaun gibt es eine Busverbindung zurück nach Motta-Naluns. Da die Schließzeiten der Lifte zu berücksichtigen sind, sollte die Tour am frühen Vormittag beginnen und nach der Besteigung des Piz Tasna unbedingt geprüft werden, ob es noch sinnvoll ist, die Strecke zu fahren oder umzukehren. Bei schlechtem Wetter oder Neuschnee sollte die Tour gemieden werden. Klare Sichtverhältnisse sind Bedingung. Weniger erfahrene Wanderer haben die Möglichkeit, eine Teilnahme an einer Gruppentour mit Bergführer in den Skischulen zu buchen. Auf eine besondere Tiefschnee-Erfahrung kommt es allerdings weniger an, da die Tour eher den Charakter einer Langlaufloipe hat und man selten der erste ist, der auf dem Fimberpass entlang gefahren ist.
Für Mountainbiker ist das Fimbatal eine wichtige Verbindung, um auf einer Transalp vom Paznauntal zum oberen Inntal zu kommen. Im Fimbatal treffen mit der Joe-Route und der Albrecht-Route gleich zwei wichtige Alpencross-Routen aufeinander.